# Jon In-chan
Ayant reçu une formation d'économiste, M. Jon In-chan est un fonctionnaire nord-coréen, ayant été en poste au Comité de réparation des dommages causés par les inondations : il avait alors fait état de l'impact négatif de la crise alimentaire en Corée du Nord sur le taux de natalité.
En mai 2006, M. Jon est ambassadeur de la république populaire démocratique de Corée auprès des pays d'Europe du Nord (Suède, Danemark, Norvège...), en poste à Stockholm, après avoir été accrédité en Lituanie en avril 2004.
En mars 2006, le secrétaire d'État norvégien Raymond Johansen a rencontré Jon In-chan pour évoquer la question nucléaire en Corée, avant que M. Johansen ne se rende en Corée du Nord à l'automne 2006. Plusieurs journaux ont évoqué la demande par M. Jon d'une médiation norvégienne bien que, selon l'ambassade de France en Norvège, "la question d’une médiatisation norvégienne n’a[it] pas été concrètement soulevée" lors de la rencontre de mars 2006. La même source diplomatique ajoute que la Norvège fait partie d'un groupe de pression internationale en faveur de l'abandon du programme nucléaire nord-coréen et que Oslo a une réputation de gestion de crises.